# Leszek Markuszewski
Leszek Stanisław Markuszewski (ur. 13 listopada 1963) – polski lekarz – kardiolog, diabetolog, specjalista w zakresie chorób wewnętrznych, medycyny sportowej i rehabilitacji, pułkownik, profesor nadzwyczajny, dr habilitowany nauk medycznych.

## Życiorys
Markuszewski pochodzi z rodziny inteligenckiej, jest synem inżyniera elektryki Stanisława Markuszewskiego i nauczycielki Walerii z domu Ulicz. Jego siostrą jest śpiewaczka operowa Jolanta Markuszewska, bratem zaś muzyk i dyrygent Janusz Markuszewski. Jego żoną jest Małgorzata z domu Jaros – pianistka. Markuszewski w latach 1970–1978 uczęszczał do szkoły Podstawowej Nr 4 w Myśliborzu, a następnie uczył się w  II Liceum Ogólnokształcącym w Gorzowie Wielkopolskim (1978–1982). 
W latach 1982–1989 studiował na Wydziale Lekarskim Wojskowej Akademii Medycznej, a doktorat obronił w 1997 na tej samej uczelni. Ponadto posiada certyfikat managera opieki zdrowotnej oraz jest absolwentem studiów podyplomowych na Wydziale Zarządzania Uniwersytetu Łódzkiego oraz na Wydziale Prawa Uniwersytetu Warszawskiego. Pracował jaki kierownik diagnostyki kardiologicznej Centrum Kliniczno-Dydaktycznego Wojskowej Akademii Medycznej, pracował jako Zastępca Komendanta Centralnego Szpitala Wojskowej Akademii Medycznej, a także Dyrektor Uniwersyteckiego Szpitala Klinicznego im. Wojskowej Akademii Medycznej w Łodzi. Utworzył wg autorskiego projektu Centralny Szpital Weteranów, w trakcie kierowania nim był 2-krotnie nominowany do tytułu „Menagera Roku w Ochronie Zdrowia”, a szpital 3-krotnie zdobył  nagrodę „Perły Medycyny”. Ponadto był twórcą i kierownikiem Kliniki Kardiodiabetologii, Kardiologii Interwencyjnej i Rehabilitacji Kardiologicznej Uniwersytetu Medycznego w Łodzi, a także działał jako Doradca Ministra – Szefa Urzędu ds. Kombatantów i Osób Represjonowanych. W latach 2009–2017 pełnił funkcję Naczelnego Lekarza Więziennictwa. W 2017 był dyrektorem Narodowego Instytutu Geriatrii, Reumatologii i Rehabilitacji w Warszawie. W 2020 został dziekanem Wydziału Nauk Medycznych i Nauk o Zdrowiu na Uniwersytecie Technologiczno-Humanistycznym w Radomiu. 
Jest prezesem Polskiego Towarzystwa Kardiodiabetologicznego (od 2018), członkiem Polskiego Towarzystwa Kardiologicznego, Rady Sanitarno-Epidemiologicznej przy Głównym Inspektorze Sanitarnym Kraju, Rady Naukowej Narodowego Instytutu Zdrowia Publicznego – Państwowego Zakładu Higieny, Rady Naukowej Instytutu Medycyny Wsi, Rady Naukowej Katedry Endokrynologii i Chorób Metabolicznych Uniwersytetu Medycznego w Łodzi, był członkiem Zarządu  Zarządu Głównego Polskiego Towarzystwa Ultrasonograficznego. Ponadto jest przewodniczącym Komisji Epidemiologii Chorób Niezakaźnych i Promocji Zdrowia w Radzie Sanitarno-Epidemiologicznej, był przewodniczącym Sekcji Echokardiografii i Technik Obrazowania Serca PTU oraz Sekcji Promocji Zdrowia Polskiego Towarzystwa Penitencjarnego.
Wszedł w skład komitetu wspierającego kandydaturę Karola Nawrockiego na prezydenta RP w wyborach w 2025.

## Odznaczenia i wyróżnienia
- Krzyż Oficerski Orderu Odrodzenia Polski (2024)[9],
- Krzyż Kawalerski Orderu Odrodzenia Polski (2007)[10],
- Złoty Krzyż Zasługi[5],
- Srebrny Krzyż Zasługi (2005)[11][3][5],
- Brązowy Krzyż Zasługi (2001)[12][5],
- Złoty Medal „Za Zasługi dla Obronności Kraju” (2005)[3],
- Medal „Pro Memoria”,
- Złoty Medal „Zasłużony dla Nauki Polskiej Sapientia et Veritas” (2023)[13],
- Brązowa Honorowa Odznaka Polskiego Czerwonego Krzyża,
- Łodzianin Roku (2006),
- Odznaka „Za zasługi dla Miasta Łodzi” (2005)[5],
- Order „Z Sercem do Żołnierza” (2005),
- Medal za zasługi dla Polskiego Towarzystwa Diabetologicznego[4].
- Złota Odznaka zasługi dla Światowego Związku Żołnierzy AK,
- Honorowa Odznaka Ministra Zdrowia „Za Zasługi dla Ochrony Zdrowia”[5].
- Medal XX-lecia Polskiego Stowarzyszenia Diabetyków,
- Medal Stowarzyszenia Absolwentów WAM,
- Odznaka Szefa Wojewódzkiego Sztabu Wojskowego w Łodzi[3].

## Nagrody
- Nagroda im. dr Janusza Małczaka za najlepsze publikacje w polskim piśmiennictwie medycznym z zakresu ultrasonografii,
- Nagroda Towarzystwa Internistów Polskich za najlepszą pracę oryginalną (2013)[5],
- Nagroda  Ministra Obrony Narodowej – za doktorat,
- Nagroda Rektora WAM,
- Nagroda Stowarzyszenia Absolwentów WAM,
- I nagroda w plebiscycie „Łódź Sukcesu” (2005),
- Dyplom Honorowy Zarządu Głównego Polskiego Towarzystwa  Ultrasonografii[3].